# Сорокотяги
Сорокотя́ги (укр. Сорокотяги) — село, входит в Белоцерковский район Киевской области Украины.
Население по переписи 2001 года составляло 712 человек.

## Местный совет
09155, Киевская обл., Белоцерковский р-н, с. Сорокотяги, ул. Котовского, 3а